# Большая Чирядка
Большая Чирядка — деревня в Кичменгско-Городецком районе Вологодской области.
Входит в состав Кичменгского сельского поселения (с 1 января 2006 года по 1 апреля 2013 года входила в Куриловское сельское поселение), с точки зрения административно-территориального деления — в Куриловский сельсовет.
Расстояние до районного центра Кичменгского Городка по автодороге составляет 24 км. Ближайшие населённые пункты — Большое Лубозино, Малая Чирядка, Звезда.
Население по данным переписи 2002 года — 43 человека (20 мужчин, 23 женщины). Всё население — русские.